# ورمز 3دي
ورمز 3دي (بالإنجليزية: Worms 3D)‏ هي لعبة استراتيجية ثلاثية الأبعاد تكتيكية بدورها القائم في سلسلة ورمز. تم تطويره بواسطة تيم17. كانت اللعبة هي الأولى في السلسلة التي تظهر بتقنية ثلاثية الأبعاد، كما تضمنت العديد من الأسلحة الجديدة. بالإضافة إلى ذلك، تختلف بعض عمليات الأسلحة اختلافًا جوهريًا عن عناوين ورمز السابقة.
تم الإعلان عن اللعبة بواسطة تيم17 في عام 2002 باسم ورمز 3، والتي تتميز بشعار مختلف وأعلن في البداية عن نشرها بواسطة أكتيفجن. في عام 2003، تم تغيير الاسم إلى ورمز 3دي وتم إسقاط أكتيفجن كناشر. تم الإعلان لاحقًا أن سيجا ستنشر اللعبة في الأراضي الأوروبية.

## أسلوب اللعب

إصدار الكمبيوتر الشخصي من ورمز 3دي يتميز برسومات ثلاثية الأبعاد بالكامل وعناصر مألوفة مثل الأسماء والقيم الصحية وألوان الفريق التي تحوم فوق الديدان. من أعلى اليسار في اتجاه عقارب الساعة، تشتمل واجهة المستخدم على ماسح ضوئي يحدد مواقع الديدان ذات ألوان الفريق المختلفة وأي صناديق تم إسقاطها؛ زر العرض المقترح، والسلاح المحدد، واللون الصحي والفريق للدودة الحالية؛ اتجاه الرياح وقوتها حالة الفرق. ومقدار وقت الدوران والدوران الأيسر ومقياس القوة والهدف الرأسي للسلاح.

طريقة اللعب نفسها لم تتغير في الغالب عن سابقاتها، باستثناء العرض ثلاثي الأبعاد، الذي يتيح للاعب مزيدًا من الحرية والمزيد من الاحتمالات لإكمال المهمة التي بين يديه. تعود أوضاع مثل الحملة والمطابقة السريعة من الإصدارات السابقة. تتميز اللعبة أيضًا بميزة تعدد اللاعبين، فضلاً عن القدرة على تحرير وإنشاء فرق. الهدف من معظم المباريات هو القضاء على ديدان القوات المناوئة، في حين أن وضع الحملة يعطي اللاعب مجموعات من الأهداف المحددة التي يحتاج إلى إكمالها. تتكون الحملة من 35 مهمة صغيرة يتعين على اللاعب فيها استخدام ديدانه لإكمال مهمة معينة، مثل تدمير ديدان العدو، أو جمع صندوق معين، أو حتى مهام فريدة، مثل الاضطرار إلى تفجير 16 لغم أرضي مخفي في وقت معين. تمنح جميع المهام جوائز اعتمادًا على مدى جودة أداء اللاعب. عادةً ما تفتح الميداليات الذهبية مكافآت مثل الخرائط أو مهام التحدي أو المعلومات حول الأسلحة أو البنوك الصوتية.
كما هو الحال في أسلاف ورمز 3دي، تواصل الديدان القتال باستخدام مجموعة واسعة من الأسلحة التقليدية أو اللعابية، بما في ذلك الصواريخ والمتفجرات والأسلحة النارية والضربات الجوية، بينما تجتاز الجزيرة أيضًا باستخدام المرافق عندما تكون هذه العناصر متاحة. المخزون بأكمله مشتق من أسلاف اللعبة المباشرين، ولكنه مبسط بشكل ملحوظ ويفتقر إلى بعض العناصر الموجودة سابقًا، بما في ذلك أدوات الحفر مثل موقد اللحام.
في مهام التحدي، يتعين على اللاعب استخدام سلاح / أداة لجمع الأهداف التي تضيف إلى بنك الوقت الخاص به، والتي تزداد باطراد. الحصول على ميدالية ذهبية هنا يفتح الخرائط أو الأسلحة المقفلة.

## التطوير
تم الإعلان عن اللعبة بواسطة تيم17 في عام 2002 باسم ورمز 3، والتي تتميز بشعار مختلف وأعلن في البداية عن نشرها بواسطة أكتيفجن. في عام 2003، تم تغيير الاسم إلى ورمز 3دي وتم إسقاط أكتيفجن كناشر. تم الإعلان لاحقًا أن سيجا ستنشر اللعبة في الأراضي الأوروبية.
تم الإعلان عن اللعبة في معرض الترفيه الإلكتروني لعام 2003، وتضم خريطتين مختلفتين للعرض. تم نشر اللعبة في أوروبا لـ غيم كيوب ومايكروسوفت ويندوز وبلاي ستيشن 2 وإكس بوكس من سيجا في 31 أكتوبر 2003. في أمريكا الشمالية، تم نشرها لجميع المنصات المذكورة بواسطة أكليم إنترتينمينت في 11 مارس 2004، باستثناء إكس بوكس، التي أصدرت سيجا نسخة أمريكا الشمالية في 1 مارس 2005. تم نقله إلى ماكنتوش ونشرته فيرال إنتراكتيف في 14 مايو 2004.

## التقييم
| نشرة         | مجموع النقاط | مجموع النقاط | مجموع النقاط | مجموع النقاط | مجموع النقاط  |
| نشرة         | حاسوب        | بلاي ستيشن 2 | غيم كيوب     | إكس بوكس     | ماك أو إس إكس |
| ------------ | ------------ | ------------ | ------------ | ------------ | ------------- |
| غيم رانكينغز | —            | —            | 78%          | 73%          | —             |
| ميتاكريتيك   | 74%          | 70%          | —            | —            | —             |
| يورو غيمر    | 8/10         | —            | —            | 8/10         | —             |
| غيم سبوت     | 7.8/10       | 7.5/10       | 7.5/10       | 7.1/10       | —             |
| آي جي إن     | 7.5/10       | 7/10         | 7/10         | 6.8/10       | —             |
| ماك ورلد     | —            | —            | —            | —            | 4/5 stars     |

تلقت إصدارات إكس بوكس والحاسوب وبلاي ستيشن 2 من ورمز 3دي مراجعات متباينة، لكن إصدار غيم كيوب تلقى مراجعات إيجابية إلى حد ما. تم الإشادة برسوماتها وأصواتها. على الرغم من ذلك، انتقد معظم المراجعين[من؟] نظام الكاميرا ثلاثية الأبعاد، الذي غالبًا ما يوضع خلف الأشياء في المناظر الطبيعية مع إخفاء الدودة أمامها والتحكم الصارم في الدودة.[بحاجة لمصدر] آندي ديفيدسون، مبتكر السلسلة والذين تركوا تيم17 قبل العودة في 2012، اعترضوا على قرار الشركة بتطوير لعبة ورمز 3دي. لقد جادل بأن ورمز وميكانيكاها كانت تستند إلى بعدين فقط وأن إضافة بُعد آخر حطم الكثير من الميكانيكا. قال إنه بدلاً من محاولة «إعادة إنشاء» ورمز نفسها، كان يفضل البدء من الصفر وبناء لعبة ثلاثية الأبعاد تحتوي على نفس صفات السلسلة.
فازت ورمز 3دي بالجائزة الفضية لجمعية جمعية ناشري برامج الترفيه والتسلية، مما يشير إلى أن اللعبة باعت 100000 نسخة على الأقل في المملكة المتحدة.